# Lignotuber

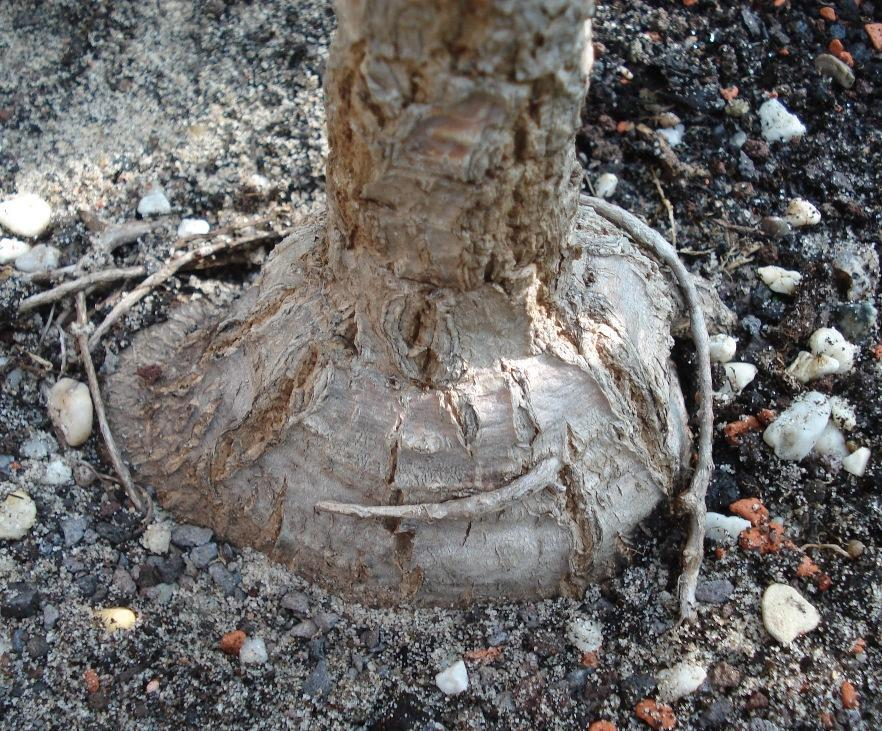
Lignotuber de Cussonia paniculata (Araliaceae).

Un lignotuber est un renflement riche en amidon qui se forme sur les racines ou les tiges souterraines de certaines plantes.
On en trouve notamment chez certaines espèces australiennes d'eucalyptus (Myrtaceae), comme les jarrahs et les mallees, pour lesquelles les lignotubers sont une assurance de survie en cas d'incendie ou de prédation par les animaux. On connaît un seul conifère qui en produise, Sequoia sempervirens. Des lignotubers se développent aussi à partir du cotylédon dans la plantule de certains chênes, notamment le chêne-liège, mais ils ne sont pas apparents chez les arbres adultes.

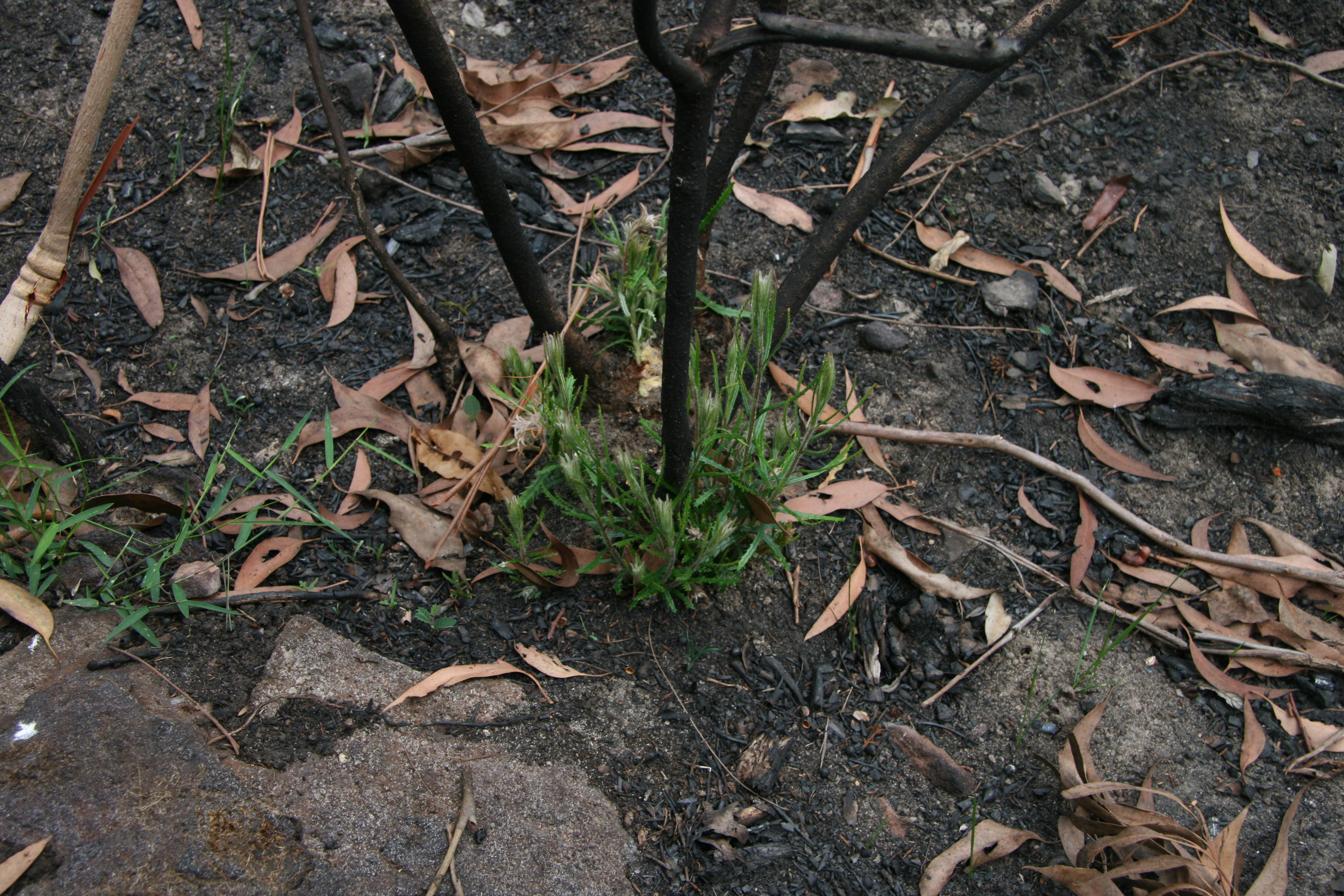
Recépage d'un lignotuber de Banksia spinulosa (Proteaceae) après un incendie.

Ils sont capables d'émettre des rejets à partir de bourgeons naissant à la surface du lignotuber, phénomène connu sous le nom de recépage.
Les lignotubers font partie des systèmes de défense active des plantes contre les attaques. Les cellules corticales des racines pénétrées par les filaments (hyphae) des champignons peuvent former des lignotubers.